# 张仲威
张仲威（1924年10月1日—2022年2月2日），男，河南杞县人，中国农业经济及管理学家，曾任北京农业大学教授、博士生导师。